# Muzeum Karlova mostu
Muzeum Karlova mostu je muzeum věnované zejména Karlovu mostu, jeho předchůdci Juditině mostu a řádu Křižovníků s červenou hvězdou, v jehož budově u staroměstské paty mostu sídlí. Muzeum provozuje a na jeho provoz přispívá společnost Pražské Benátky.

## Expozice

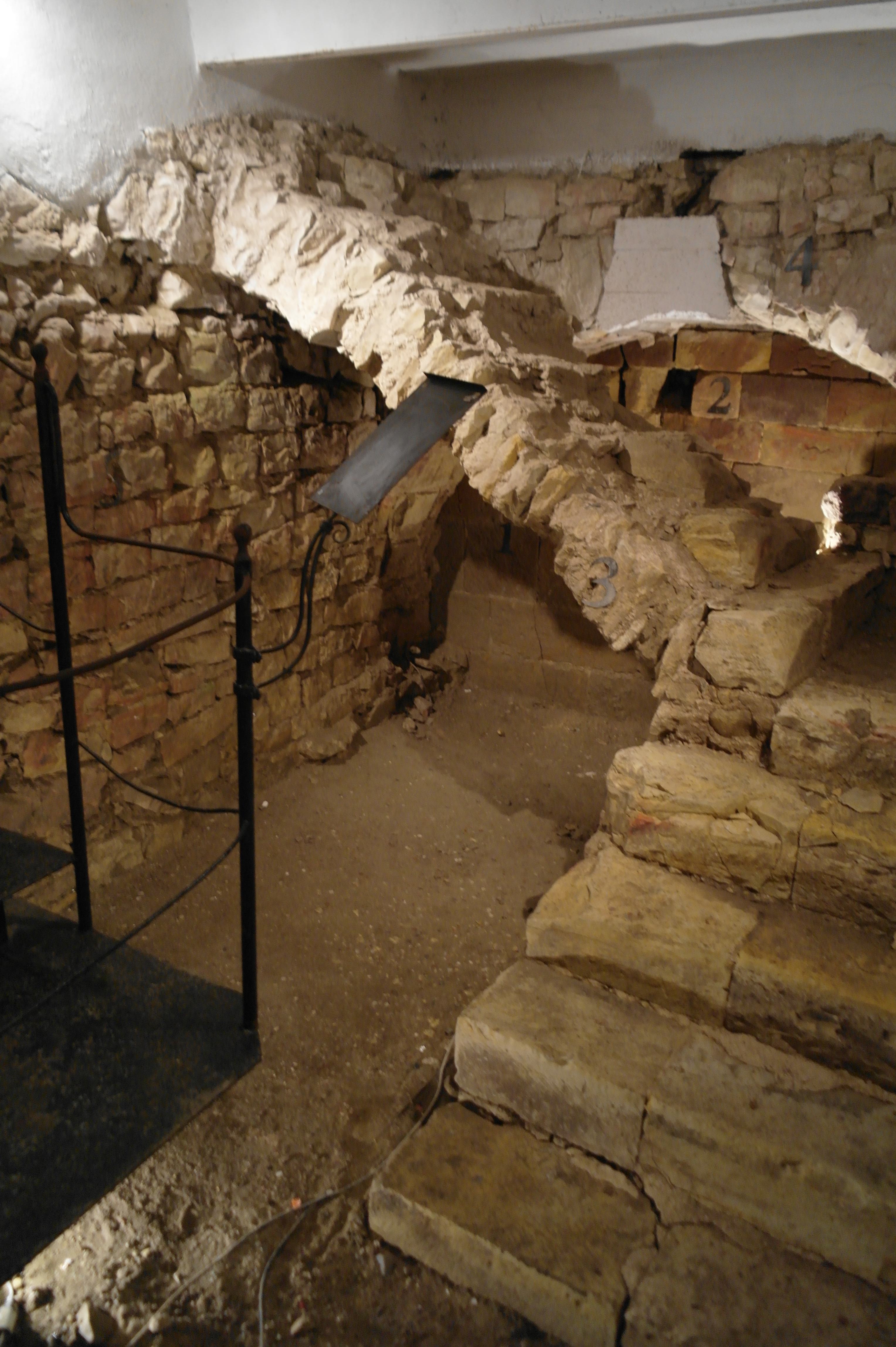
Oblouk z Juditinoho mostu

Muzeum Karlova mostu založil Zdeněk Bergman v roce 2007 jako reakci na dosud neexistující prezentaci přední pražské kulturní památky, Karlova mostu. Původně bylo muzeum koncipováno jako expozice mostního stavitelství. Postupem času se expozice rozšířila na část věnovanou stavební historii Juditina románského a Karlova mostu, ta je prezentována velkým modelem rozestavěného Karlova mostu, zbytků Juditina mostu a areálu kláštera Křižovníků s červenou hvězdou. Část expozice je věnována středověké stavební huti s velkým množstvím řemeslných nástrojů i dobovou mechanizací. Další část expozice je věnována sochařské výzdobě Karlova mostu a především svatému Janu Nepomuckému, jehož umučené tělo bylo svrženo do Vltavy právě z Karlova mostu. Expozice je doplněna velkým množstvím historických grafik a rytin s motivy staré Prahy a Karlova mostu od 17. až do 20. století. Muzeum Karlova mostu sídlí v nejstarší části Křížovnického kláštera, který zde vznikl v roce 1252, proto je nejnovější část expozice věnována historii řádu, špitální i duchovní činnosti jednotlivých významných členů řádu Křižovníků s červenou hvězdou a jejich zakladatelce, svaté Anežce Přemyslovně. Mezi nejvýznamnější exponáty patří například relikviář sv. Anežky České či relikviář svatého Kříže.

## Další aktivity pro veřejnost

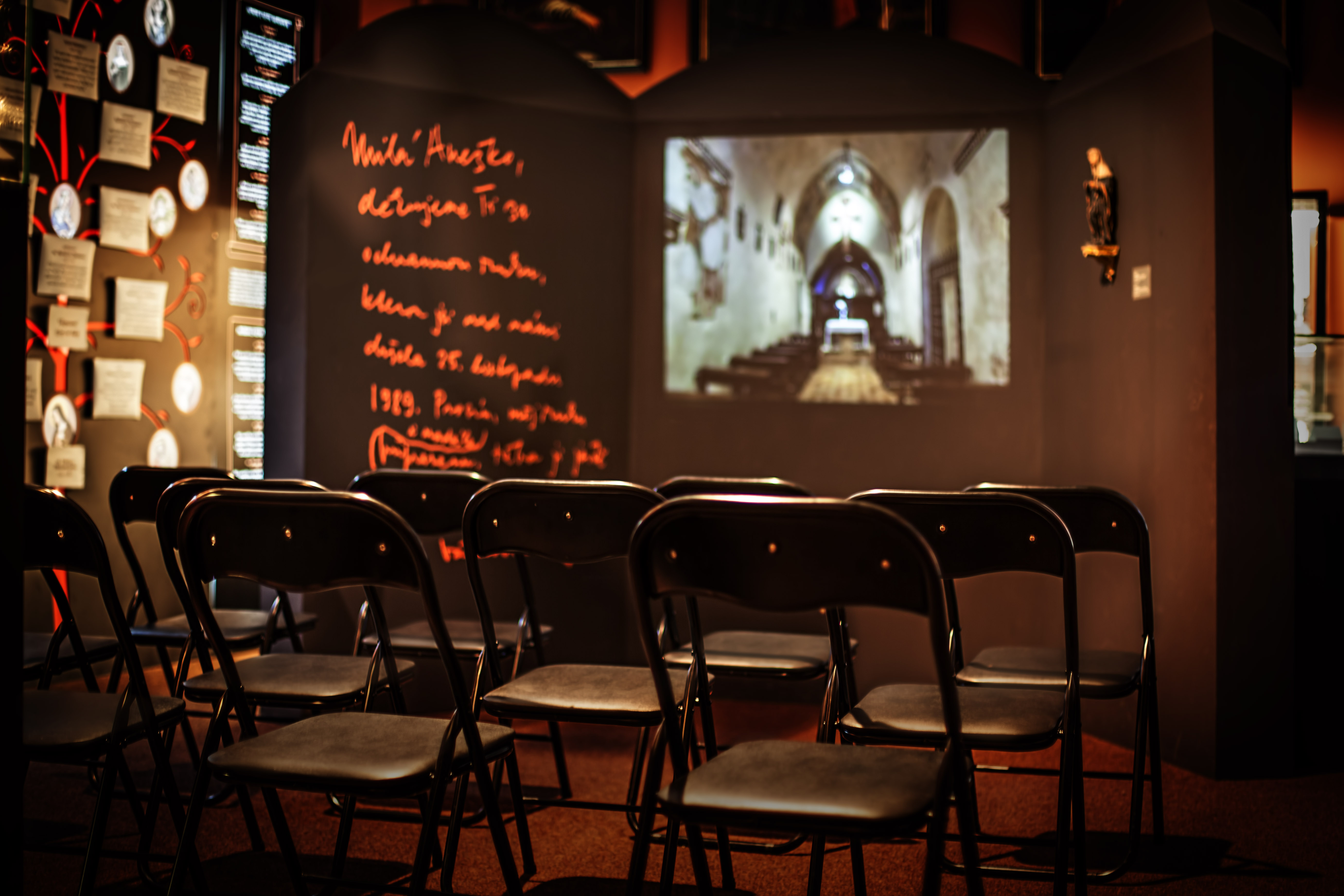
Promítací místnost

Kromě stálé expozice se muzeum zabývá přednáškovou a edukativní činností. Celoročně proškolení průvodci provádí komentované přednášky pro školy i různé soutěže jak pro předškolní, tak i pro školou povinné studenty. Muzeum taktéž pořádá přednáškové cykly pro odbornou i laickou veřejnost. Přednášky se týkají historie stavebních mostních technologií, historie staré Prahy, historie a významu Křižovnického řádu a jejich zakladatelky, uměleckých koncepcí středověkých hutí i sochařských a malířských individualit.
Muzeum Karlova mostu pořádá dočasné výstavy, které jsou komponované v rámci křesťanských svátků, ale i s ohledem na významné svátky spojené s Prahou a jejími osobnostmi či událostmi. Významnou každoroční výstavou je prezentace betlémů a lidových vánočních zvyků nebo velikonočních tradic.
Muzeum Karlova mostu se svým zázemím spolupodílí na jedné z nejvýznamnějších pražských kulturních událostí, kterými jsou Svatojánské slavnosti NAVALIS. Jedná se o obnovené barokní svatojánské slavnosti, které jsou oslavou našeho nejznámějšího světce svatého Jana Nepomuckého. Každoročně se slavnosti účastní na 10.000 diváků přímo ze břehů nebo z hadiny Vltavy pod Karlovým mostem, místem skonu a zázraku svatého Jana Nepomuckého.

## Věda a výzkum

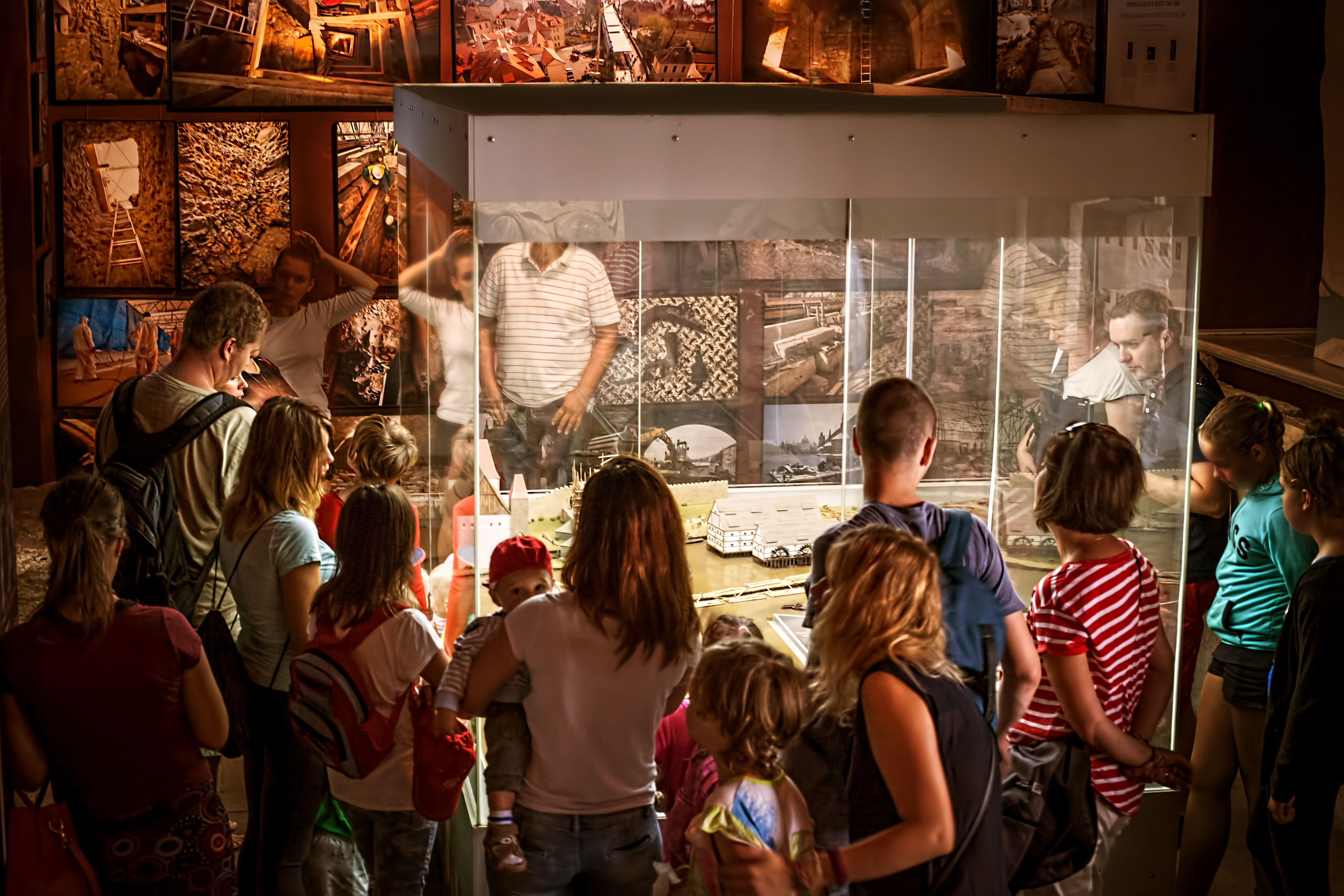
Model Karlova mostu obklopen školáky

Součástí muzejní činnosti je vědecká a sbírkotvorná činnost. Muzeum Karlova mostu se podílí na několika výzkumných projektech, především v oblasti trasologie a opracování kamene. Jeho služeb využívá například Centrum antického dědictví, které v Itálii blízko města Tarquinia vede výzkum starověkého etruského města, nebo Ústav teoretické a aplikované mechaniky, s jejímiž vědci se společně věnují topografii povrchu kamene. Kromě výzkumných aktivit je cílem muzea i sbírkotvorná činnost a to v oblasti středověkých řemesel, historických artefaktů dokládajících historii stavebních mostních konstrukcí nebo artefaktů vztahujících se k Praze historické. Vědecký tým Muzea Karlova mostu spolupracuje i s dalšími institucemi, jako jsou například s Muzeum hlavního města Prahy, Národní muzeum, nebo Podřipské muzeum. 

## Výběr z vydavatelské činnosti
CIHLA, Michal. Zpráva o stavbě Karlova mostu. Muzeum Karlova mostu, Praha 2016, 100 s. ISBN 978-80-11-03117-6.
Základní pravdy křesťanské víry a morálky. Muzeum Karlova mostu, Praha 2016. ISBN 978-80-260-9664-1
Na Salonní rychlolodi Nepomuk. Muzeum Karlova mostu, Praha, 2016.
BLAŽEK, Petr, POKORNÝ, Vojtěch. Duchovní střed Evropy. Dějiny Mariánského sloupu na Staroměstském náměstí 1650-2020. Muzeum Karlova mostu, Praha 2020, 485 s. ISBN 978-80-270-8014-4.
POKORNÝ, Vojtěch. Benátky svatého Jana Nepomuckého. Průvodce památkami českého světce a historie vztahů s Prahou. Muzeum Karlova mostu, Praha 2023, 40 s. ISBN 978-80-11-03669-0.
ROYT, Jan, POKORNÝ, Vojtěch. Ikonografie Karlova mostu. Muzeum Karlova mostu, Praha 2024, 365 s. ISBN 978-80-909130-0-4.